# Poggio San Vicino
Poggio San Vicino – miejscowość i gmina we Włoszech, w regionie Marche, w prowincji Macerata.
Według danych na rok 2004 gminę zamieszkiwały 303 osoby, 25,2 os./km².